# Jean-Christophe Klotz
Pour les articles homonymes, voir Klotz.
Jean-Christophe Klotz est un journaliste et réalisateur français, né le 14 avril 1962 à Washington.

## Biographie
Diplômé du Centre de formation des journalistes, il travaille comme reporter de guerre pour l'agence CAPA. Il séjourne notamment au Rwanda où il se rend en 1994 et où il réalise en 2004 son documentaire Kigali, des questions pour un massacre. C'est également son expérience rwandaise qui lui inspire son premier film de fiction, Lignes de front.

## Filmographie
- 2006 : Kigali, des images contre un massacre (documentaire)
- 2009 : Lignes de front
- 2010 : Les routes de la terreur (documentaire)
- 2018 : John Ford, l'homme qui inventa l'Amérique (documentaire)
- 2019 : Retour à Kigali, une affaire française (documentaire)
- 2020 : Nuremberg, des images pour l'Histoire (documentaire)[1]
- 2022 : Soleil vert et alerte rouge - Quand Hollywood sonnait l'alarme (documentaire).

## Distinctions
- Festival international du film de Locarno 2009 : sélection officielle pour Lignes de front
- Festival international du film d'histoire de Pessac 2019 : Prix du jury de la Ville de Pessac pour Retour à Kigali, une affaire française[2]